# Lagoana angolensis
Lagoana angolensis är en insektsart som beskrevs av Synave 1961. Lagoana angolensis ingår i släktet Lagoana och familjen Dictyopharidae. Inga underarter finns listade i Catalogue of Life.